# Taiping (Malasia)

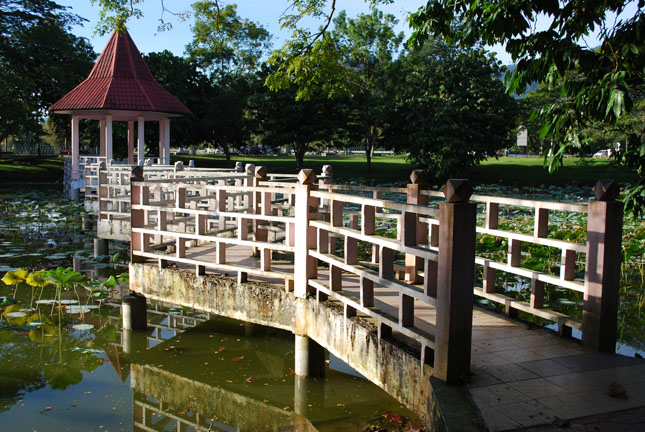
Puente Zigzag en los Jardines del Lago.

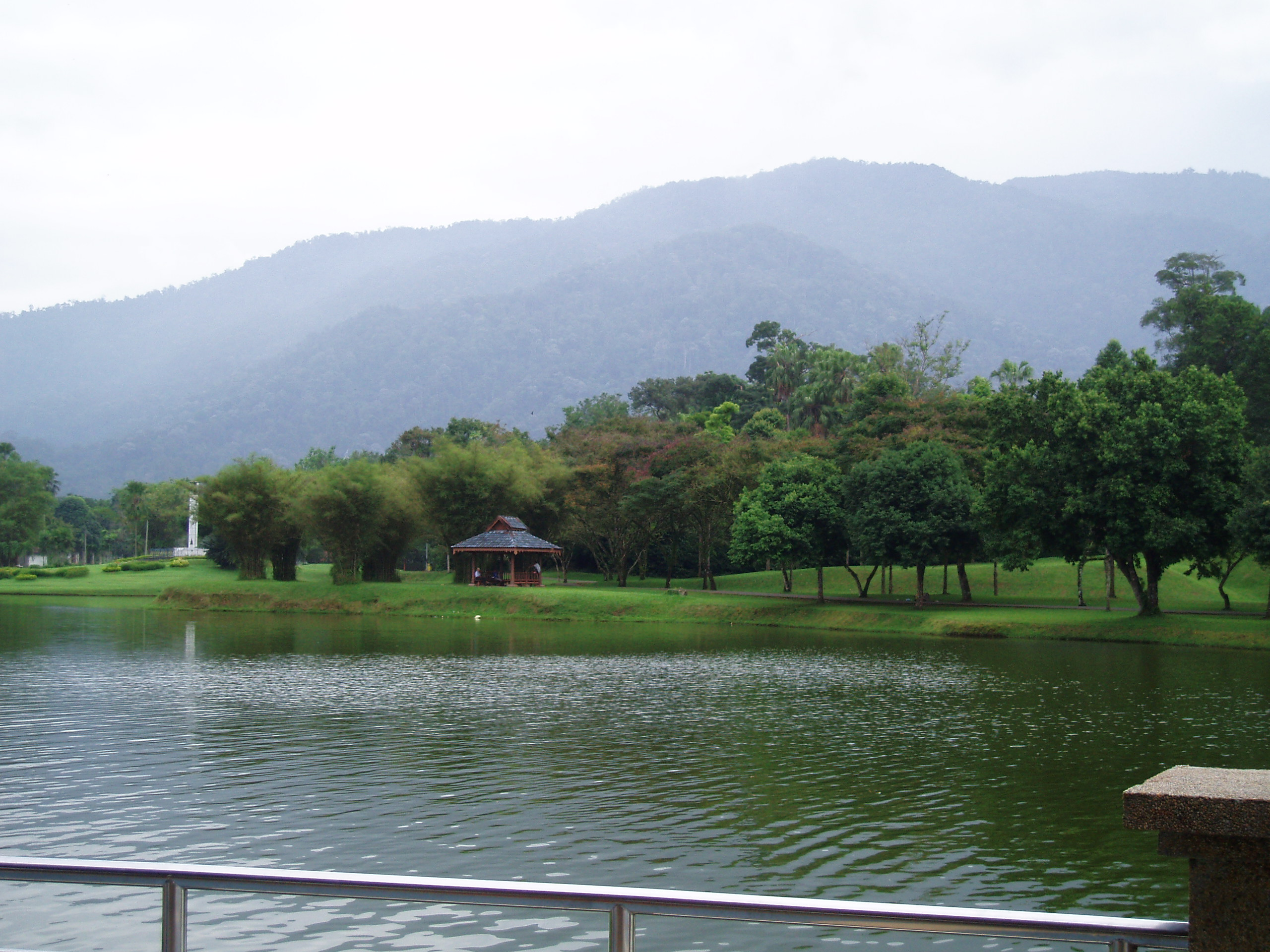
Vista general de los Jardines del Lago.

Taiping es una ciudad de Malasia en la zona septentrional de su territorio occidental. Después de la capital Ipoh es la ciudad más grande del estado de Perak, registrando en 2007 una población de 191.104 habitantes. Entre 1876 y 1937 fue de hecho la capital estatal.
La ciudad es asimismo la más húmeda de Malasia Peninsular. Su promedio anual de lluvias es de 4.000 mm, siendo que en el rsto de la región se sitúa en el rango entre 2.000 y 2.500 mm, lo cual ha favorecido el desarrollo en sus Jardines del Lago de una rica flora, en especial de centenarios árboles de la lluvia.
Se encuentra en una llanura en el occidente de las Montes Bintang. Alor Setar y Kedah se encuentran al noroeste e Ipoh al sudeste.

## Historia
El área se desarrolló rápidamente en el siglo XIX, cuando se descubrió estaño en la zona. Su desarrollo atrajo a un gran número de trabajadores chinos, lo cual acarreó no siempre exitosos procesos de integración comunitaria. 
A principios del siglo XX los btitánicos fundaron una escuela, un periódico y el Museo de Perak, el más antiguo del país.

## Economía
Aunque su economía ha decaído con la disminución de los depósitos minerales, la industria del estaño sigue siendo importante. El caucho y el arroz son otros productos relevantes de la economía local.